# Пестлінгербан
48°18′40″ пн. ш. 14°16′35″ сх. д. / 48.3111° пн. ш. 14.2764° сх. д.
Пестлінгбергбан (нім. Pöstlingbergbahn) — вузькоколійний трамвай в Лінці, Австрія. 
Був збудований в 1898 році. 
Сполучає місто з населеним пунктом Пестлінгберг (нині район міста Лінц), що знаходиться на однойменному пагорбі. 
Починаючи з 1898, 110 років залізниця проходила від кінцевої станції в районі Урфар в Лінці до Пестлінгберга. 
У 2009 році дорогу було продовжено від Урфара до центру міста. 
За для цієї зміни, колію було перешито з 1000 мм до 900 мм, і було збудовано залізничне сполучення з трамвайною мережею Лінца. 
На ці зміни було витрачено 35 млн євро, а рух колією було припинено з березня 2008 по травень 2009 
. 
Пестлінгбергбан є однією з найкрутіших залізниць у світі з максимальним похилом в 11,6 % 
.